# Simon Bucher
Simon Bucher (Innsbruck, 23 de mayo de 2000) es un deportista austríaco que compite en natación.
Ganó una medalla de plata en el Campeonato Mundial de Natación de 2024 y tres medallas en el Campeonato Europeo de Natación, en los años 2022 y 2024.

## Palmarés internacional
| Campeonato Mundial | Campeonato Mundial | Campeonato Mundial | Campeonato Mundial |
| Año                | Lugar              | Medalla            | Prueba             |
| ------------------ | ------------------ | ------------------ | ------------------ |
| 2024               | Doha (Catar)       | Medalla de plata   | 100 m mariposa     |
| Campeonato Europeo |                    |                    |                    |
| Año                | Lugar              | Medalla            | Prueba             |
| 2022               | Roma (Italia)      | Medalla de bronce  | 4 × 100 m estilos  |
| 2024               | Belgrado (Serbia)  | Medalla de oro     | 4 × 100 m estilos  |
| 2024               | Belgrado (Serbia)  | Medalla de plata   | 50 m mariposa      |